# Rolf Weih
Rolf Weih (Wuppertal, 8 de fevereiro de 1906 –  Frankfurt, 16 de agosto de 1969) foi um ator alemão da era do cinema mudo.
Sepultado no Cemitério de Wilmersdorf em Berlim.

## Filmografia selecionada
- Flachsmann als Erzieher (1930)
- Der Gouverneur (1939)
- We Make Music (1942)
- Rembrandt (1942)
- Dr. Crippen (1942)
- My Wife Teresa (1942)
- Love Premiere (1943)
- The Heath Is Green (1951)
- Fight of the Tertia (1952)
- The Empress of China (1953)
- Through the Forests and Through the Trees (1956)
- The Model Husband (1956)